# José Loiola
José Geraldo Loiola (* 28. März 1970 in Vitória, Brasilien) ist ein ehemaliger brasilianischer Beachvolleyballspieler, Weltmeister und Vizeweltmeister.

## Karriere
1993 startete José Loiola seine Beachvolleyballkarriere als Rookie of the Year in der amerikanischen AVP-Serie mit seinem Landsmann Eduardo Bacil. Im Februar 1995 gelang den beiden in Washington, D.C. als ersten Ausländern überhaupt ein Sieg bei einem AVP-Turnier.

Im gleichen Jahr trennten sich die beiden, der neue Partner Loiolas hieß Adam Johnson. Nach mehreren Erfolgen mit Johnson nutzte der Brasilianer Loiola 1996 die Chance, mit dem Amerikaner Kent Steffes zu spielen, der sich gerade von Karch Kiraly getrennt hatte. 1997 gelangen den beiden 12 Siege bei 22 AVP-Veranstaltungen, Josè Loiola wurde außerdem in Nevada King of the Beach und zum MVP des Jahres gewählt und war damit der Erste, dem dies nach einer Wahl zum Rookie of the Year gelang. In den Jahren 1995 bis 1998 wurde der Brasilianer außerdem jeweils zum Best Offensive Player der AVP gewählt.
1998 wurde ein neues Kapitel in der Erfolgsgeschichte von José Loiola aufgeschlagen. Mit Emanuel Rego gewann er sein erstes FIVB-Turnier, dem die beiden drei weitere Siege folgen ließen. Mit sieben Erfolgen wurden die Brasilianer 1999 FIVB Champions des Jahres. Außerdem gewannen sie die Beachvolleyball-Weltmeisterschaft in Marseille. Vier weitere FIVB-Siege folgten im Jahr 2000. Bei den Olympischen Spielen 2000 in Sydney schieden sie bereits im Achtelfinale aus.

2001 wurde Loiola mit seinem neuen Partner Ricardo Santos Vizeweltmeister in Klagenfurt und gewann die Goodwill Games in Brisbane, die in diesem Jahr zum letzten Mal ausgetragen wurden. Nach zwei weiteren FIVB-Erfolgen 2002 gewannen die beiden ihr vorletztes gemeinsames Turnier in Klagenfurt.

Nach der Trennung von Ricardo erreichte Loiola bei der AVP-Tourn noch das Finale von Manhattan Beach 2003 mit Eduardo Bacil und den dritten Platz in San Diego 2008 mit Pedro Brazao. Nach einigen weiteren Turnieren in der folgenden Saison, die er gemeinsam mit Larry Witt bestritt und bei denen die beiden Athleten noch zwei Mal den neunten Rang erreichten, beendete José Loiola seine Beachvolleyballkarriere.